# Raphaël Évaldre

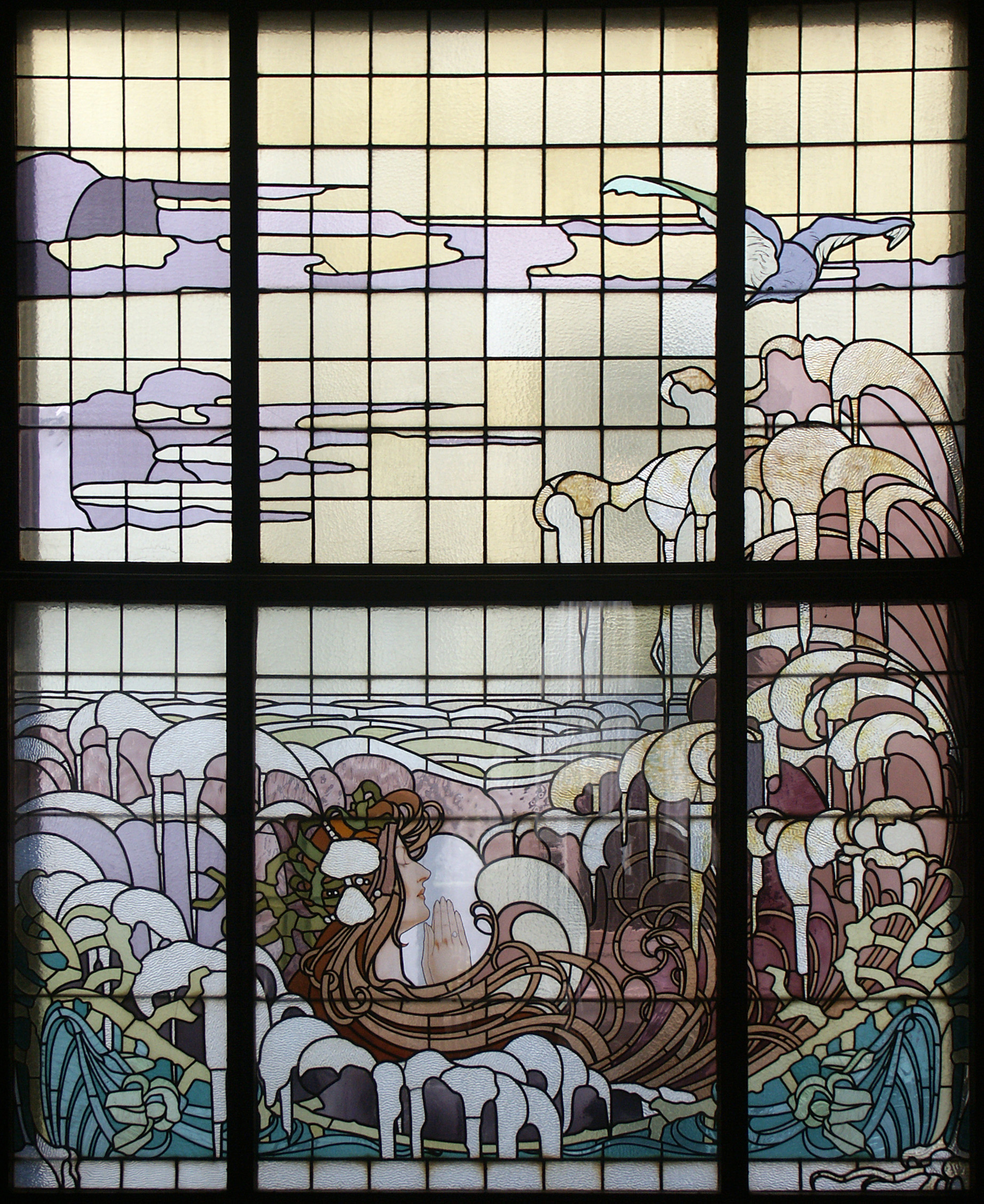
Hotel Saintenoy - De Golf, naar een karton van Privat-Livemont

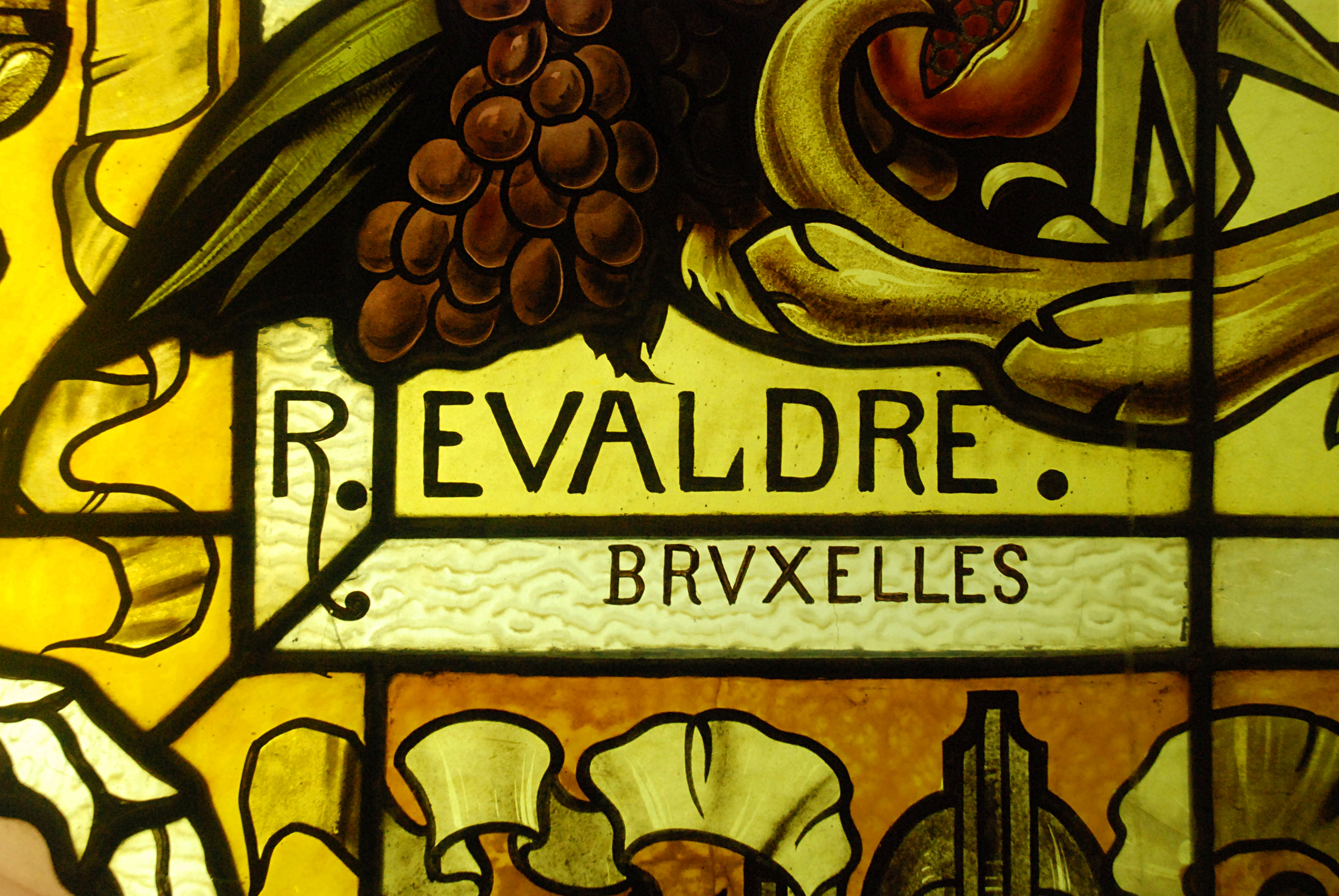
Handtekening van Évaldre op glasraam in het Station Brussel-Luxemburg

Raphaël Évaldre (Rijsel, 22 maart 1862 — 25 mei 1938) was de belangrijkste meester-glazenier, actief in Brussel tijdens de art nouveau.

## Biografie
Raphaël Évaldre werd geboren te Rijsel in Frankrijk. Évaldre was een leerling van Louis Comfort Tiffany en zal de Amerikaanse glaskunst introduceren in de art nouveau in Brussel. Tijdens zijn carrière werkte hij samen met vele art-nouveau-architecten zoals Victor Horta, Paul Hankar, Paul Saintenoy, Leon Delune en Jules Brunfaut.

## Belangrijkste werken

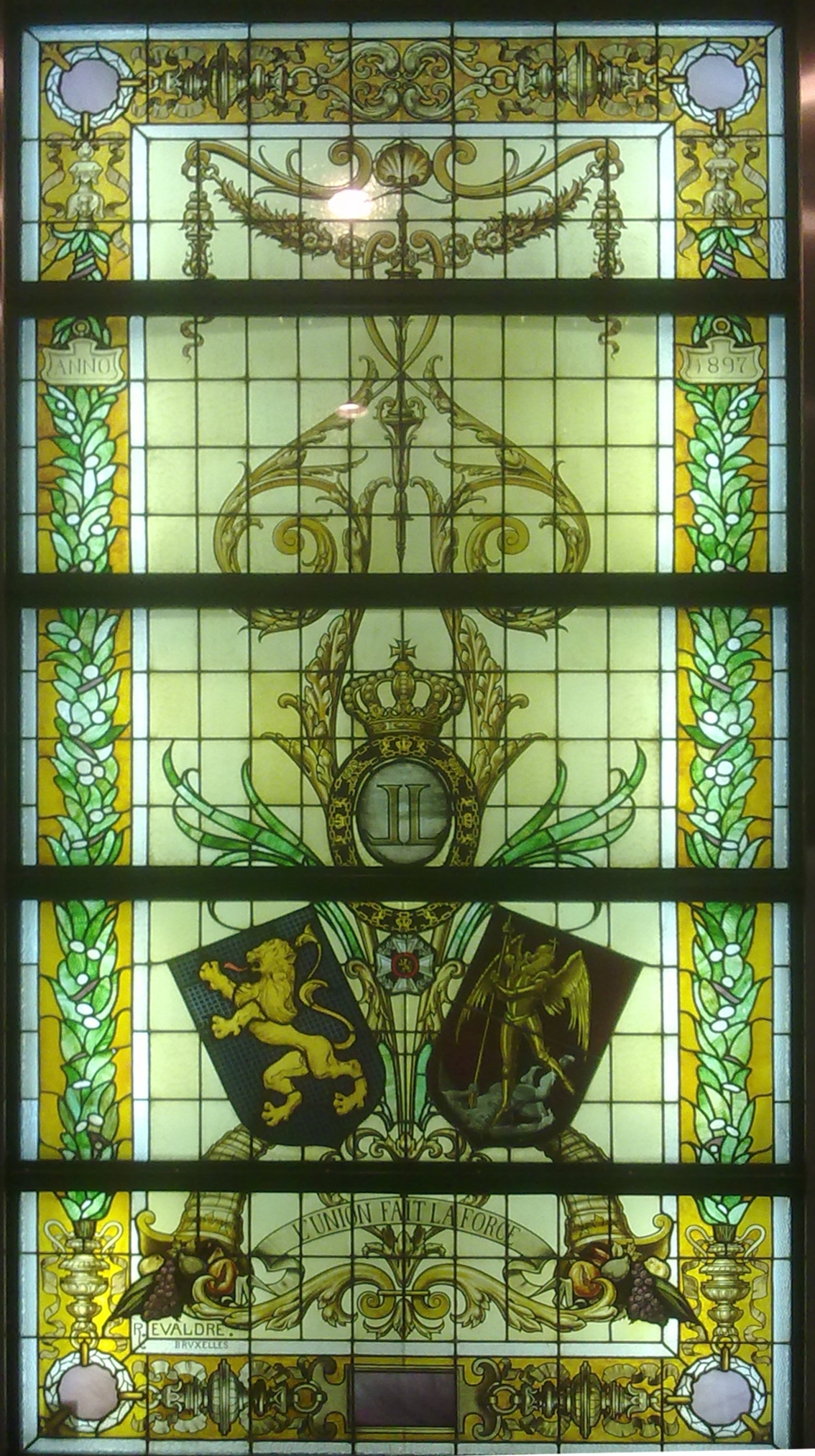
Glasraam met monogram van Leopold II in station Brussel-Luxemburg

Raphaël Évaldre ontwierp onder andere de glasramen van de volgende art nouveau gebouwen:
- 1893 : Hotel Tassel, Paul Emile Jansonstraat 6 (architect Victor Horta)
- 1895 : Hotel Solvay, Louisalaan 224 (architect Victor Horta)[4]
- 1897 : Hotel van Eetvelde, Palmerstonlaan 4 (architect Victor Horta)
- 1897 : Glasraam Monogram Leopold II in het Station Brussel-Luxemburg.[5]
- 1897 : Hôtel Saintenoy, Gewijde Boomstraat 123 (architect Paul Saintenoy)[6][7] : 
  - Glasraam De Golf, in het salon, naar een karton van Privat-Livemont
  - Glasraam De Golf, in de traphal
- 1900 : Huis Devalck, André Van Hasseltstraat 32 in Schaarbeek (architect Gaspard Devalck)
- 1903 : Hotel Hannon, Verbindingslaan 1 in Sint-Gillis (architect Jules Brunfaut)
- 1904 : Meerstraat 6 in Elsene (architect Leon Delune)[8]